# Eugenio Méndez Docurro
Eugenio Méndez Docurro (Veracruz, Veracruz; 17 de abril de 1923-Ciudad de México, 23 de agosto de 2015) fue un ingeniero y político mexicano, miembro del Partido Revolucionario Institucional.

## Biografía
Estudió en la ESIME, donde obtuvo mención en el Cuadro de Honor de 1945; posteriormente fue declarado Hijo Distinguido del mismo plantel. Obtuvo la maestría en ciencias en la Universidad de Harvard, Estados Unidos, en 1949, y se perfeccionó en el laboratorio de electrónica en la Universidad de París, Francia. Entre sus principales cargos, después de ser director general del Instituto, fue miembro de la Comisión México-Estados Unidos para Observaciones en el Espacio, relativas al Proyecto Mercurio (1960-1962) ; se desempeñó como Director del Instituto Politécnico Nacional, [Subsecratrario General de Educación Superior, Ciencia y Tecnología de la SEP] y Secretario de Comunicaciones y Transportes.
Durante su gestión al frente del Instituto Politécnico Nacional se hicieron importantes obras en cuestión de la investigación científica politécnica dando paso a la exitosa actividad científica de esta casa de estudios, destacando en los campos de las Matemáticas, la Física, la Biología, la Química, la Ingeniería en diversas ramas, la virología y la medicina así como la antropología con acciones concretas como la fundación de la Escuela Superior de Física y Matemáticas, la del Centro Nacional de Cálculo (CeNaC), el fortalecimiento a la Escuela Nacional de Ciencias Biológicas, la creación del posgrado en la Escuela Superior de Comercio y Administración y la creación de uno de los grandes orgullos politécnicos: el Centro de Investigación y de Estudios Avanzados del Instituto Politécnico Nacional CINVESTAV.
También se desempeñó como el primer director del Consejo Nacional de Ciencia y Tecnología de México y fue galardonado con diversos reconocimientos, entre ellos el Premio Nacional de Ingeniería y Arquitectura, el premio al Liderazgo Politécnico y la Presea Lázaro Cárdenas, máximo galardón entregado a miembros de la comunidad politécnica.
Dentro de las labores políticas, se desempeñó como titular de la Secretaría de Comunicaciones y Transportes durante el sexenio de Luis Echeverría Álvarez, comprendido entre 1970 y 1976.
Falleció en la Ciudad de México el 23 de agosto de 2015.